# Horizonte Inicial (Peru)

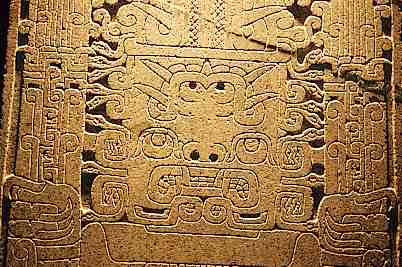
Detalhe da gravura em pedra conhecida como Estela Raimondi, em Chavin de Huantar, construída durante o Horizonte Inicial.

Segundo a periodização de John Rowe, o Horizonte Inicial (ou Primeiro Horizonte) é uma etapa do período das Altas Culturas que se estende do nascimento da Cultura Chavín até o seu declínio, isto é, coincide com o desenvolvimento histórico dessa cultura. O início desta etapa corresponde  ao Período Formativo Médio ou Síntese na periodização de Luis Guillermo Lumbreras, época em que se completou o domínio Chavín. Já o final desse período corresponde ao Período Formativo Superior ou de Transição, onde fica evidente o surgimento das novas modalidades artísticas e políticas nas culturas locais como Paracas e Vicús. Com o fim da Cultura Chavin ocorre o próximo período chamado Intermédio Inicial. 

## Denominações
Também foi e é conhecido como:
- Primeiro Horizonte cultural [2]
- Horizonte Chavín [3]
- Formativo Andino (anteriormente conhecida por este nome)
- Formativo Médio Superior  (atualmente) [4]
- Estágio de Alta Cultura II-A

## Cronologia
| Autor             | Denominação       | Cronología           |
| ----------------- | ----------------- | -------------------- |
| Lanning           | Horizonte Inicial | 1000 a.C. - 100 a.C. |
| Rowe-Menzel       | Horizonte Inicial | 1200 a.C. - 200 a.C. |
| Luis G. Lumbreras | Formativo         | 1400 a.C. - 100 a.C. |
| Ravines           | Horizonte Inicial | 1200 a.C. - 100 a.C. |
| Lavalle           | Horizonte Inicial | 1000 a.C. - 100 a.C. |

## Principais Características
- Melhoria das técnicas agrícolas [5]
- Expansão cultural
- Expansão religiosa
- Desenvolvimento da Teocracia como forma de governo. [6]
- Desenvolvimento da arquitetura e da tecelagem com tear. [7]

## Cultura ou povo principal
| Cultura | Centro principal  | Localização                              | Cronología         | Descubridor         |
| ------- | ----------------- | ---------------------------------------- | ------------------ | ------------------- |
| Chavín  | Chavin de Huantar | Costa norte e central dos Andes centrais | 1200 a.C.-200 a.C. | Pedro Cieza de León |

## Outras culturas ou povos
| Cultura ou povo | Centro principal | Localização                            | Cronología            | Descubridor (es)   | Observações                  |
| --------------- | ---------------- | -------------------------------------- | --------------------- | ------------------ | ---------------------------- |
| Cupisnique      | Cupisnique       | Costa norte dos Andes centrais do Peru | 1500 a.C. - 1000 a.C. | Rafael Larco Hoyle | Arquitetura baseada em adobe |
| Paracas         | Cerro Colorado   | Costa centro-sul do Peru               | 700 a.C. - 200 d.C.   | Julio C. Tello,    | Antecessor da Cultura Nazca. |